# Етрен (Север)
Етрен (фр. Etroeungt) насеље је и општина у Француској у региону Север-Па д Кале, у департману Север.
По подацима из 2011. године у општини је живело 1399 становника, а густина насељености је износила 55,74 становника/km².

## Демографија
| 1962. | 1968. | 1975. | 1982. | 1990. | 2011. |
| ----- | ----- | ----- | ----- | ----- | ----- |
| 1.749 | 1.769 | 1.582 | 1.495 | 1.366 | 1.399 |